# Tram ATM serie 2800
Le vetture tranviarie serie 2800 dell'ATM di Torino, ora del GTT, sono una serie di vetture tranviarie articolate, ottenute dalla trasformazione di vecchie vetture monocassa.

## Storia
La prima serie delle vetture 2800 fu realizzata dal 1958 al 1960 unendo vecchie vetture monocassa delle serie 2100 e 2200, risalenti agli anni trenta.
Vennero realizzate 58 vetture, numerate da 2800 a 2857, ad opera delle officine Moncenisio, SEAC e Stanga. Le 2800 furono le seconde vetture articolate messe in servizio (dopo la serie 2700) sulla rete tranviaria cittadina, ma la prima con l'articolazione del tipo "giostra Urbinati", progettata dalle Officine Meccaniche della Stanga, che risolse i molti problemi di rumorosità e maneggevolezza della serie 2700 (costituita da due carrozze monocasse inframmezzate da una terza più corta mono carrello, da cui il nomignolo "due camere e cucina")
La seconda serie fu realizzata parecchi anni dopo, nel 1982, unendo vetture della serie 2500. La trasformazione comprese anche la costruzione di un nuovo frontale, di linea più moderna e nuovi con infissi in alluminio in luogo dei classici in legno, che nel frattempo era stato applicato sulle motrici della prima serie dopo l'eliminazione del bigliettaio a bordo (1977). Nel 1991 fu abbandonata la presa di corrente asta rotella con un più funzionale pantografo (erano memorabili gli scarrucolamenti del trolley in mezzo agli incroci dove il manovratore doveva riposizionare la rotella sul filo aereo).
Tra il 2007 e il 2012, un ulteriore aggiornamento ha visto la ristrutturazione della cabina per il manovratore, dotata di condizionamento d'aria e la contestuale trasformazione della prima porta anteriore, divisa in due parti: metà riservata al manovratore e metà riservata ai passeggeri; questa modifica è stata apportata a tutte le motrici della seconda serie più 10 tram della prima.
Inoltre i carrelli sono stati per l'occasione schermati con materiale insonorizzante onde ridurre la rumorosità interna.
Al 2014 sono in servizio circa 90 unità; esse costituiscono l'ossatura del parco tranviario torinese dopo l'accantonamento delle motrici della serie 7000 costruite nel 1982.
Nel 2020 risultano circolanti poco meno di 70 vetture: 25 tram con cabina non modificata, tutte della prima serie, e 42 vetture con cabina modificata, tra la prima (7 vetture) e la seconda serie (35 vetture).
È previsto che le vetture di prima serie terminino la loro carriera entro il 2022, dopo l'arrivo di 30 nuovi tram Hitachi nel 2021/2022.
La seconda serie continuerà a circolare ancora per 8/10 anni, in numero molto ridotto anche dopo l'arrivo di ulteriori 40 nuovi tram.

## Livree
Le 2800 entrarono in servizio con una livrea a due toni di verde, sostituita dall'inizio degli anni ottanta dall'"arancio ministeriale".
Circolano ancora 5 vetture con livrea verde, le restanti sono tutte arancio.

## Unità speciali
Negli anni ottanta l'unità 2800 fu ricostruita a pianale parzialmente ribassato, costituendo un prototipo per la serie 5000. Verniciata in una vistosa livrea rosso-crema, venne successivamente ritirata dal servizio e demolita nel 2000.
Nel 2002 l'unità 2841, danneggiata l'anno precedente in un incidente, fu trasformata in tram-ristorante, assumendo il nome commerciale di Ristocolor. Nel 2011 è stata allestita una seconda unità, la 2823, battezzata Gustotram.
Alcune unità sono state ricolorate nella livrea storica a due toni di verde; una (la 2847) è stata ricostruita con frontali, interni e finestrini originari (mantenendo però il pantografo) ed è utilizzata dall'Associazione Torinese Tram Storici.
L'unità 2840 è stata ceduta nel 2009 alla città brasiliana di Santos, dove presta servizio su una linea tranviaria esercitata con vetture storiche.